# Ben Kopec
Benjamin Nils Kopec (nacido el 10 de noviembre de 1981), más conocido por su nombre artístico Ben Kopec, es un músico y compositor estadounidense.
Como compositor, Kopec ha utilizado su música en avances de películas como El hombre de las sombras, Never Surrender y The Curse of Micah Rood. Formó la banda estadounidense de rock industrial Intricate Unit en 1999, pero no comenzó a actuar en vivo hasta 2003. Desde entonces, Intricate Unit ha sido telonero de bandas en la costa este y encabezó su propia gira en 2006.
En 2006, Kopec fundó la Epitome Music Library. La misión principal de esta empresa es insertar música en diversas plataformas, como películas, televisión, videojuegos, campañas publicitarias y otros medios. Entre las iniciativas empresariales anteriores de Kopec se encuentra la creación de The Rock Pulse, un servicio dedicado a la formación de bandas de rock para facilitar la inclusión de su música en la Rock Band Network.
En 2018, Kopec lanzó OnChain Music, un servicio de distribución de música para plataformas musicales relacionadas con blockchain. OnChain Music también ayuda a los músicos a generar regalías en blockchain mediante la venta de NFT.

## Primeros años y educación
Kopec estudió Música y Grabación de Sonido en la Universidad de New Haven durante dos años antes de obtener su Licenciatura en Ciencias en Ingeniería de Audio en la Universidad de Hartford. Luego obtuvo una especialización en Estudios de Comunicación y una licenciatura en Ingeniería Eléctrica. Actualmente, Kopec está cursando su Maestría en Ciencias en Ingeniería Eléctrica.
Mientras asistía a la Universidad de New Haven, Kopec heredó una estación de radio de música industrial que operó durante ocho años llamada The Industrial Revolution. Desde la estación, llamada WNHU 88.7 FM, estuvo emitiendo Kopec todos los miércoles de 6 pm a 8 pm durante más de 2 años.

## Carrera
Kopec fundó la banda Intricate Unit y, después de tocar en numerosos espectáculos en Toad's Place en New Haven (Connecticut), la banda finalmente comenzó a realizar giras por todo el país en el Área tri-estatal y tocó ante miles de personas en Ohio en 2006 en el Encuentro de Juggalos.
Kopec compone para cine, televisión y videojuegos.
Ha participado en dos ocasiones en la Conferencia de Música de Cine y Televisión de Hollywood Reporter en Los Ángeles por su música en avances y videojuegos.
Asimismo, colabora con la empresa Sonicbids, con sede en Massachusetts, para oportunidades de licencias musicales. Es miembro de la ASCAP (Sociedad Estadounidense de Compositores y Editores) desde 2005 y tiene una editorial musical llamada Jukebox Johnny con ASCAP.
A finales de 2009, fundó la empresa The Rock Pulse con el objetivo de proporcionar un servicio para que las bandas ingresen a la Rock Band Network. Sin embargo, en 2011, decidió centrar más su energía en otras empresas.
El 10 de octubre de 2010, Kopec trasladó su hogar y su estudio a Los Ángeles. El 1 de junio de 2011, su lanzamiento Epic Orchestral and Cinematic Rock for Film Trailers fue revisado y nominado como el Mejor CD del año.
A finales de 2012, lanzó Epitome Music Library, que representa a artistas y bandas. Algunos de los clientes de EML incluyen a CBS, Discovery y Bunnim-Murray.

## Discografía

### Ben Kopec
- 2004: Película y juego Trax 1
- 2005: Película y juego Trax 2
- 2005: Música de baile diversa
- 2005: Obras de guitarra acústica
- 2006: Piezas para piano 1
- 2006: Música deportiva vol. 1
- 2007: Música deportiva de alta energía vol. 2
- 2008: Música orquestal de vanguardia vol. 1
- 2009: Música deportiva de alta energía vol. 3
- 2009: Tráiler musical de alto impacto vol. 1
- 2010: Tráiler musical de alto impacto vol. 2
- 2010: Música para Publicidad
- 2010: Música tensa y dramática para la televisión moderna
- 2011: Música para publicidad vol. 2
- 2011: Música para videojuegos
- 2011: Rock orquestal y cinematográfico épico para avances de películas

### Unidad Intrincada
- 1999: Engaño
- 2000: Negación
- 2002: Independiente
- 2005: Agujero pasante
- 2011: Vivir es dolor[13]

## Créditos de Televisión
- MTV / MTV2 / MTV3 - Desafío de reglas de tránsito en el mundo real, Dr. Drew, Control parental, Cena de rock
- CBS – Mientras el mundo gira
- Hora del espectáculo – Pelea de UFC
- Sony Pictures – El show de Greg Behrendt
- A&E - Ice Road Truckers (Cap. Historia), Valores familiares de Gene Simmons
- Deportes FOX – NASCAR
- ¡MI! – 10 vampiros que amamos
- Oxígeno – Club de chicas malas

## Filmografía
- Tierra prometida (Banda sonora) (2012)
- Velocidad de pensamiento (Partitura) (2011)
- Somos el futuro (Partitura) (2011)
- Peligro en Cemetery Road (Partitura) (2010)
- La maldición de Micah Rood (Tráiler) (2010)
- Nunca te rindas (2 canciones) (2009)
- Arrepentimiento (Compositor) (2009)
- Tren (Música adicional) (2008)
- Este es el Mar 4 (2 canciones) (2008)
- Este es el Mar 3 (2 canciones) (2007)[14]
- Este es el Mar 2 (4 canciones) (2005)
- Este es el Mar 1 (4 canciones) (2005)
- Tonto (2 canciones) (2005)
- Esa pequeña grieta en el fondo de tu mente (3 canciones) (2004)[15]